# Armenischer Nationalkongress (1917)
Der Armenische Nationalkongress (armenisch Հայոց ազգային կոնգրես), auch Kongress der Ostarmenier (armenisch Արևելահայերի կոնգրես), war ein politisches Repräsentationsorgan der Armenier Russlands. Er trat erstmals am 11. Oktober 1917 in einem Theater in Tiflis zusammen. Seine Formierung geht auf die Russische Revolution zurück, die den Armeniern und anderen Minderheiten Russlands gegen Ende des Ersten Weltkrieges neue Möglichkeiten der politischen Partizipation eröffnete.

## Mitglieder
Der Kongress bestand aus 204 Mitgliedern, die aus verschiedensten Gebieten Russlands stammten. Nur die armenischen Bolschewiki boykottierten ihn aus ideologischen Gründen.
Unterschieden nach Parteizugehörigkeit setzte sich der Kongress zusammen aus:
- Daschnaken (113 Repräsentanten)
- Populisten (43 Repräsentanten)
- Sozialrevolutionären (23 Repräsentanten)
- Sozialdemokraten (9 Repräsentanten)
- Unabhängigen (7 Repräsentanten)
- einigen Repräsentanten Westarmeniens, darunter Andranik Ozanian

## Funktion
Laut Richard Hovannisian, einem US-amerikanischen Historiker armenischer Abstammung, handelte es sich bei dem Kongress um "die umfassendste Versammlung der Ostarmenier seit der russischen Eroberung Transkaukasiens". Die unmittelbaren Ziele des Nationalkongresses umfassten den Entwurf einer Strategie zur Unterstützung der Kriegsbemühungen der Provisorischen Regierung, das Bereitstellen von Flüchtlingshilfen und das Schaffen lokaler Autonomie für die verschiedenen armenischen Institutionen des Kaukasus. Er sprach sich zudem für eine Neuordnung der Provinzen Russlands aus, welche sich nach ethnischen Grenzen richten sollten. Da es dem russischen Gouvernement Eriwan an einer Regierung mangelte, nahm der Nationalkongress auch diese Funktion wahr. Seine Bemühungen waren außerdem bedeutend für die Säkularisierung des armenischen Bildungswesens und die Nationalisierung armenischer Sekundarschulen.
Der Kongress trat 18 mal zusammen, bevor er sich am 26. Oktober 1917 auflöste.

## Nachwirkung
Vor seiner Auflösung rief der Kongress eine aus 35 Mitgliedern bestehende Nationalversammlung ins Leben, die als Legislativorgan der Armenier Russlands dienen sollte. Außerdem schuf er ein aus 15 Mitgliedern bestehendes Exekutivorgan, den Armenischen Nationalrat unter dem Vorsitz von Avedis Aharonian, welcher im Mai 1918 die Unabhängigkeit der Demokratischen Republik Armenien ausrufen und so den ersten unabhängigen armenischen Staat seit Jahrhunderten etablieren würde.